# Lin Chi-liang
Lin Chi-liang (chinesisch 林 志良; * 27. September 1959 in Nantou) ist ein ehemaliger taiwanischer Skirennläufer.

## Karriere
Lin Chi-liang nahm 1984 und 1988 jeweils an Olympischen Winterspielen teil. Sein bestes Ergebnis erzielte er dabei 1988 in Calgary mit Rang 57 im Super-G. Dies waren zugleich seine einzigen internationalen Auftritte als Skirennläufer.

## Erfolge

### Olympische Winterspiele
- Sarajevo 1984: 71. Riesenslalom, DNF Slalom
- Calgary 1988: 57. Super-G, DSQ Riesenslalom